# Sunda-Nebelparder
Der Sunda-Nebelparder (Neofelis diardi) ist eine Katzenart, die auf Borneo und Sumatra vorkommt. Im Jahr 2006 wurde sie als unterschiedlich vom Nebelparder erkannt und als eigene Art, zusammen mit dem Nebelparder, in der Gattung Neofelis  klassifiziert.
Seit 2008 wird der Sunda-Nebelparder auf der Roten Liste gefährdeter Arten als „gefährdet“ (vulnerable) geführt.
Im Jahr 2009 gelangen den Biologen Mohamed und Wilting die ersten Filmaufnahmen eines Sunda-Nebelparders im Demarkot Forest Reserve in Sarawak, Malaysia.

## Merkmale
Der Sunda-Nebelparder erreicht eine Kopf-Rumpf-Länge von 70 bis 105 cm, eine Schwanzlänge von 60 bis 85 cm und ein Gewicht von 10 bis 25 Kilogramm. Die Männchen sind allgemein größer als die Weibchen. Der Sunda-Nebelparder hat längere Eckzähne und dickere Reißzähne im Oberkiefer als der Nebelparder. Die Wolkenzeichnungen des Sunda-Nebelparderfells sind kleiner und dunkler und es gibt viele auffällige Flecken innerhalb der Wolkenflecken. Das Fell ist grauer, allgemein dunkler und es weist einen dunklen, durchgehenden, doppelten Aalstrich auf.

## Verbreitung und Lebensraum

Verbreitungsgebiet des Sunda-Nebelparders

Sunda-Nebelparder kommen wahrscheinlich nur auf Borneo und Sumatra vor. Auf Borneo leben sie vorwiegend im Regenwald unterhalb von 1.500 Meter Höhe und in geringerer Dichte auch in gerodetem Wald. Auf Sumatra sind sie offenbar in hügeligen, gebirgigen Regionen zahlreicher. Ob sie auf den Batu-Inseln bei Sumatra noch überleben, ist unbekannt.
Sie benutzen Bäume sowohl als Ruheplätze über dem Boden, als auch um Landblutegeln zu entkommen und ihre Beute oder Teile davon zu verstecken.

## Lebensweise
Der Sunda-Nebelparder ist überwiegend nachtaktiv, jedoch ist er auf Borneo, wo andere große Beutegreifer fehlen, auch tagsüber zu beobachten. Wie andere Katzen ist der Sunda-Nebelparder wahrscheinlich ein Einzelgänger. Außerhalb der Paarungszeit besteht die einzige längerfristige Verbindung zwischen den Weibchen und ihren Jungen. Der lange, dicke Schwanz des Sunda-Nebelparders sowie die großen Pranken und die kurzen Beine legen den Schluss nahe, dass er sehr gut an eine baumbewohnende Lebensweise angepasst ist, bei der Mehrzahl der Sichtungen auf Borneo zeigte sich jedoch, dass sich die Nebelparder überwiegend auf dem Boden aufhielten.

## Fortpflanzung
Daten über die Fortpflanzung liegen nur von Tieren in menschlicher Obhut vor. Die Tragzeit variiert zwischen 85 und 109 Tagen, im Durchschnitt liegt sie zwischen 86 und 93 Tagen. Das Weibchen bringt ein bis fünf Junge zur Welt, am häufigsten sind jedoch Würfe von zwei bis drei Jungen. Feste Kost nehmen die Jungen nach sieben bis zehn Wochen zu sich. Gesäugt werden sie elf bis 14 Wochen. Der Sunda-Nebelparder erreicht nach 20 bis 30 Monaten die Geschlechtsreife.

## Nahrung
Die Nahrung besteht aus verschiedenen Wirbeltieren, darunter jungen Sambarhirschen, Muntjaks, Hirschferkeln, Orang-Utans, Hose-Languren, Bartschweinen, Musangs, Stachelschweinen, Fischen und Vögeln.

## Artenschutz
Der Sunda-Nebelparder ist im Annex I des Washingtoner Artenschutzübereinkommens aufgeführt und zählt in Sumatra, Kalimantan, Sabah, Sarawak und Brunei zu den völlig geschützten Arten.
Im November 2006 wurde das Bornean Wild Cat and Clouded Leopard Project in den geschützten Gebieten Danum Valley Naturschutzgebiet und Tabin-Wildreservat initiiert, in dessen Rahmen Ökologie und Verhalten der fünf Katzenarten erforscht wird, die in Borneo vorkommen – neben Sunda-Nebelparder auch Borneo-Goldkatze, Flachkopfkatze, Marmorkatze und Bengalkatze. Untersucht werden insbesondere die Auswirkungen von Veränderungen des Standorts, aber auch Bedrohung der Katzen durch Bejagung und Handel.
Im Juli 2008 wurde im Nordosten Borneos das Projekt Conservation of Carnivores in Sabah initiiert, in dessen Rahmen untersucht wird, wie unterschiedliche Strategien kommerzieller Nutzung von drei Waldgebieten sich auf die dort heimischen Katzen auswirken. Ziel des Projektes ist, ein Konzept für ökologisch und ökonomisch nachhaltige Naturschutzmaßnahmen zu entwickeln.
Zwischen März und August 2005 wurde die Population von Sunda-Nebelpardern im Tabin-Wildreservat in Sabah untersucht. Der Analyse ihrer unterschiedlichen Spuren zufolge leben im 56 km2 großen Gebiet der Untersuchung fünf Individuen bei einer geschätzten Dichte von acht bis 17 Individuen pro 100 km2. Grob geschätzt zählt die Population in Sabah etwa 1.500–3.200 Sunda-Nebelparder, von denen nur 275–585 in völlig geschützten Gebieten leben, die für eine langfristig überlebensfähige Population von mehr als 50 Individuen groß genug sind.
Im Jahr 2008 wurden in einem kommerziell genutzten Forstgebiet im Nordosten von Sabah in sieben Monaten nur zwei Sunda-Nebelparder auf einer Fläche von 112 km2 mithilfe von Kamerafallen nachgewiesen. Die Dichte der Population in Wäldern mit Holzeinschlag ist weitaus geringer als in geschützten Gebieten. Über die Anforderungen der Sunda-Nebelparder an ihren Lebensraum ist bisher nur wenig bekannt.
Auf Sumatra leben wahrscheinlich nur 1,29 Sunda-Nebelparder pro 100 km2. Die im Vergleich zu Borneo wesentlich geringere Dichte wird damit erklärt, dass sie sympatrisch mit Tigern leben, während sie in Borneo die größten Katzen sind.
2017 gründete die deutsche Artenschützerin und Tierärztin Hannah Emde den gemeinnützigen Verein Nepada Wildlife e. V., der Umwelt- und Artenschutz durch Umweltbildung, tiermedizinische Tätigkeit, Forschung und Öffentlichkeitsarbeit fördert. Sie schätzt den Bestand in Sabah auf ca. 700 Exemplare.

## Evolutionäre und taxonomische Geschichte

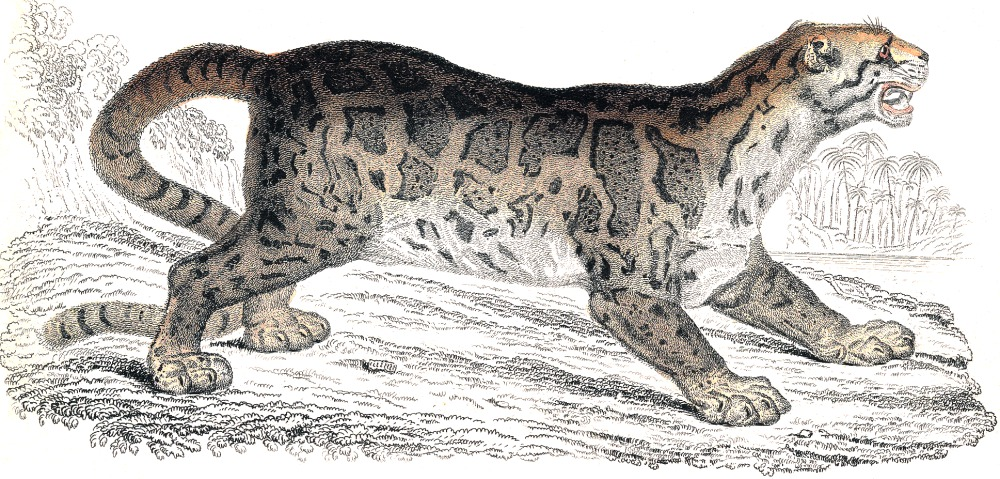
Illustration eines Nebelparders von der Insel Sumatra, 1837

Der genetischen Analyse von Exemplaren von Neofelis nebulosa und Neofelis diardi zufolge haben sich die beiden Arten vor etwa 1,4 Millionen Jahren getrennt, nachdem sie vom asiatischen Festland aus über eine heute überschwemmte Landbrücke Borneo und Sumatra erreichten.
Die Trennung von Neofelis diardi in zwei Unterarten stimmt in etwa mit der Eruption des Supervulkans Toba in Sumatra vor etwa 75.000 Jahren überein. Möglich ist, dass im Pleistozän Sunda-Nebelparder Sumatra von Borneo aus wieder besiedelten und später durch den ansteigenden Meeresspiegel getrennt wurden.
Der französische Zoologe Georges Cuvier nannte die Art in seiner Erstbeschreibung von 1823 dem Naturforscher Pierre-Médard Diard zu Ehren Felis Diardi. Cuvier beschrieb die Art auf Grundlage einer Zeichnung und eines Felles, das angeblich aus Java stammte.
Für lange Zeit wurde der Sunda-Nebelparder als eine Unterart von Neofelis nebulosa betrachtet und Neofelis nebulosa diardi genannt. In zwei Artikeln, die im Dezember 2006 erschienen, wurden die beiden Arten neu klassifiziert und neu bestimmt. Neofelis nebulosa bezeichnet die auf dem asiatischen Festland heimische Art, als Neofelis diardi gilt die auf dem Malaiischen Archipel heimische Art.
2008 haben Studien von DNA, Fellmustern sowie der Morphologie von Schädeln, Kiefern und Gebissen ergeben, dass sich der Sunda-Nebelparder und der Nebelparder im selben Maße unterscheiden wie die Panthera-Arten.